# Pallacanestro ai XVIII Giochi del Commonwealth - Torneo maschile
Il torneo di pallacanestro ai XVIII Giochi del Commonwealth si è svolto dal 17 al 24 marzo 2006, nelle città australiane di Bendigo, Traralgon, Geelong, Ballarat, con fase finale a Melbourne.

## Risultati

### Gruppo A
| Team      | V - P | Ps - Pf   | Diff | Pts |
| --------- | ----- | --------- | ---- | --- |
| Australia | 3 - 0 | 365 - 158 | +207 | 6   |
| Nigeria   | 2 - 1 | 261 - 270 | -9   | 5   |
| Scozia    | 1 - 2 | 202 - 277 | −75  | 4   |
| India     | 0 - 3 | 190 - 313 | −123 | 3   |

| Bendigo 17 marzo 2006 | Australia | 129 – 52 (37–17, 32–11, 35–15, 25–9) | Scozia | Bendigo Stadium |

| Traralgon 17 marzo 2006 | India | 84 – 113 (21–22, 24–27, 24–31, 15-33) | Nigeria | Traralgon Sport Stadium |

| Geelong 19 marzo 2006 | Scozia | 67 – 57 (16–9, 20–14, 19–15, 12–19) | India | Geelong Arena |

| Bendigo 19 marzo 2006 | Australia | 103 – 57 (20–14, 29–17, 24–9, 30–17) | Nigeria | Bendigo Stadium |

| Bendigo 20 marzo 2006 | Nigeria | 91 – 83 (22–14, 17–23, 28–22, 24–24) | Scozia | Bendigo Stadium |

| Ballarat 20 marzo 2006 | India | 49 – 133 (15–37, 6–42, 16–29, 12-25) | Australia | Ballarat Minerdome |

### Gruppo B
| Team          | V - P | Ps - Pf   | Diff | Pts |
| ------------- | ----- | --------- | ---- | --- |
| Nuova Zelanda | 3 - 0 | 263 - 172 | +91  | 6   |
| Inghilterra   | 2 - 1 | 233 - 196 | +37  | 5   |
| Barbados      | 1 - 2 | 198 - 238 | −40  | 4   |
| Sudafrica     | 0 - 3 | 183 - 271 | −88  | 3   |

| Bendigo 16 marzo 2006 | Nuova Zelanda | 88 – 58 (27–9, 12–13, 24–13, 25–23) | Sudafrica | Bendigo Stadium |

| Traralgon 16 marzo 2006 | Barbados | 59 – 75 (13–14, 16–21, 23–11, 7-29) | Inghilterra | Traralgon Sports Stadium |

| Bendigo 18 marzo 2006 | Nuova Zelanda | 84 – 63 (18–17, 21–12, 18–11, 27–23) | Inghilterra | Bendigo Stadium |

| Ballarat 18 marzo 2006 | Sudafrica | 72 – 88 (10–23, 11–27, 20–22, 31-16) | Barbados | Ballarat Minerdome |

| Geelong 19 marzo 2006 | Barbados | 51 – 91 (8–24, 13–23, 13–20, 17-24) | Nuova Zelanda | Geelong Arena |

| Ballarat 20 marzo 2006 | Inghilterra | 95 – 53 (22-14, 25–12, 22–12, 26–15) | Sudafrica | Ballarat Minerdome |

### Semifinali
- 5º - 8º posto

| Melbourne 21 marzo 2006 | Scozia | 91 – 79 (26-18, 18–20, 24–23, 23–18) | Sudafrica | Melbourne Multi Purpose Venue |

| Geelong 21 marzo 2006 | India | 55 – 96 (8–26, 12–27, 17–22, 18-21) | Barbados | Geelong Arena |

- 1º - 4º posto

| Melbourne 22 marzo 2006 | Australia | 101 – 75 (27-23, 23–23, 27–12, 24–17) | Inghilterra | Melbourne Multi Purpose Venue |

| Melbourne 22 marzo 2006 | Nigeria | 66 – 90 (17–23, 16-27, 20–20, 13-20) | Nuova Zelanda | Melbourne Multi Purpose Venue |

### Finali
- 7º - 8º posto

| Melbourne 22 marzo 2006 | Sudafrica | 65 – 59 (14-7, 18–18, 17–21, 16–13) | India | Melbourne Multi Purpose Venue |

- 5º - 6º posto

| Melbourne 23 marzo 2006 | Scozia | 63 – 73 (18–15, 12–21, 18–23, 15-14) | Barbados | Melbourne Multi Purpose Venue |

- 3º - 4º posto

| Melbourne 24 marzo 2006 | Inghilterra | 80 – 57 (15-15, 30–12, 22–15, 13–15) | Nigeria | Melbourne Multi Purpose Venue |

- 1º - 2º posto

| Melbourne 24 marzo 2006 | Australia | 81 – 76 (25-15, 11–22, 25–25, 20–14) | Nuova Zelanda | Melbourne Multi Purpose Venue |

## Classifica
| Oro     | Australia     | Australia4 Ronaldson, 5 Holmes, 6 Mackinnon, 7 Kendall, 8 Newley, 9 Bruton, 10 Smith, 11 Worthington, 12 Mottram, 13 Hinder, 14 Davidson, 15 Rogers, All. Brian Goorjian |
| Argento | Nuova Zelanda | |
| Bronzo  | Inghilterra   | Inghilterra4 Bucknall, 5 Forbes, 6 Bridge, 7 Baker, 8 Herriman, 9 Sullivan, 10 Flournoy, 11 Martin, 12 Reed, 13 Amaechi, 14 Joseph, 15 Windle, All. Pete Scantlebury     |
| 4.      | Nigeria       | Nigeria4 Nwoye, 5 Odaudu, 6 Ebikoro, 7 Usman, 8 Gumut, 9 Mohammed, 10 Jubril, 11 Gagara, 12 Ekpenyong, 13 Muoneke, 14 Ugboaja, 15 Oyedeji, All. Sani Ahmed               |
| 5.      | Scozia        | |
| 6.      | Barbados      | |
| 7.      | Sudafrica     | |
| 8.      | India         | |